# 福岡県道227号鬼木三毛門線
福岡県道227号鬼木三毛門線（ふくおかけんどう227ごう おにのきみけかどせん）は、福岡県豊前市を通る一般県道である。

## 概要
豊前市大字鬼木から豊前市大字恒富に至る。

### 路線データ
- 起点：福岡県豊前市大字鬼木（福岡県道226号山内吉富線交点）
- 終点：福岡県豊前市大字恒富（豊前市恒富交差点、福岡県道・大分県道113号中津豊前線交点）

## 地理

### 通過する自治体
- 豊前市

### 交差する道路
| 交差する道路                      | 交差する場所 | 交差する場所            |
| --------------------------------- | ------------ | ----------------------- |
| 福岡県道226号山内吉富線           | 大字鬼木     | 起点                    |
| 福岡県道225号野地塔田線           | 大字久路土   | 久路土交差点            |
| 国道10号                          | 大字岸井     | 岸井交差点              |
| 福岡県道103号新吉富豊前線         | 大字市丸     | 市丸交差点              |
| 福岡県道・大分県道113号中津豊前線 | 大字恒富     | 豊前市恒富交差点 / 終点 |

### 沿線
- 豊前市立黒土小学校
- JR九州日豊本線 三毛門駅